# Raleigh Hills
Raleigh Hills es un lugar designado por el censo del condado de Washington, Oregón, Estados Unidos. Según el censo de 2020, tiene una población de 6196 habitantes.
En los Estados Unidos, un lugar designado por el censo (traducción literal de la frase en inglés census-designated place, CDP) es una concentración de población identificada por la Oficina del Censo exclusivamente para fines estadísticos.
En este caso se trata, a todos los efectos prácticos, de un barrio de la ciudad de Portland.

## Geografía
Está ubicado en las coordenadas 45°29′6″N 122°45′24″O / 45.48500, -122.75667 (45.485095, -122.756678).

## Demografía
Según el censo de 2000, en ese momento los ingresos medios de los hogares eran de $60,714 y los ingresos medios de las familias eran de $83,300. Los hombres tenían ingresos medios por $60,186 frente a los $34,769 que percibían las mujeres. Los ingresos per cápita eran de $37,839. Alrededor del 5% de la población estaba por debajo de la línea de pobreza.
De acuerdo con la estimación 2017-2021 de la Oficina del Censo, los ingresos medios de los hogares son de $110,296 y los ingresos medios de las familias son de $154,906. Los ingresos per cápita en los últimos doce meses, medidos en dólares de 2021, son de $70,429. Alrededor del 5.7% de la población está por debajo de la línea de pobreza.

## Localidades adyacentes
El siguiente es un diagrama de las localidades a un radio de 16 km a la redonda. 